# Complément d'enquête
Pour les articles homonymes, voir Enquête.
Complément d'enquête ou CDENQUETE est un magazine français de télévision d'investigation créé par Benoît Duquesne en 2001.
Il est présenté par Tristan Waleckx et diffusé sur France 2 le jeudi vers 22 h 55, après Envoyé spécial. Chaque émission est rediffusée par TV5 Québec Canada et TV5 Monde. L'émission a également été rediffusée sur France 5 entre le 30 septembre 2007 et le 15 juin 2008 dans la case Dimanche Enquêtes.

## Concept
L'émission dure soixante minutes et approfondit des sujets de société aux thèmes aussi divers que l'affaire Clearstream, l'affaire Grégory, l'alimentation, l'immigration et les faits de société.
Après chaque reportage, le présentateur interviewe un invité. Tous deux sont installés dans des fauteuils rouges qui sont placés dans des lieux, publics ou privés, en rapport avec le thème de l'émission. Au fil du temps, ces fauteuils rouges deviennent la signature de l'émission.

## Historique

### Diffusion
L'émission est diffusée, sur France 2 depuis le premier numéro le 17 septembre 2001 et programmée, à l'origine, un lundi sur deux en alternance avec les magazines Mots croisés et Un œil sur la planète.
Le premier numéro de Complément d'enquête devait être consacré au malaise des hôpitaux, d'ailleurs tous les reportages étaient prêts. Mais à la suite des attentats du 11 septembre 2001, Benoît Duquesne, le créateur et présentateur de l'émission, décide de chambouler son contenu et de présenter un numéro consacré entièrement à cet événement.
Face au succès, Complément d'enquête diffuse un numéro spécial « dix ans » le mardi 11 octobre 2011 avec ce slogan « Ces enquêtes qui ont changé la France » (c'est 173 émissions pour 800 sujets),.
Depuis fin 2011, Complément d'enquête est diffusé tous les jeudis, juste après le magazine Envoyé spécial.
En 2013, la Police judiciaire (PJ) fête ses cent ans d'existence. Complément d'enquête fait alors un numéro spécial intitulé « Les cent ans de la PJ ».

### Présentation
Le 4 juillet 2014, le créateur et présentateur du programme Benoît Duquesne meurt d'une crise cardiaque. La veille, un numéro spécial consacré à Bernard-Henri Lévy était diffusé. Le 10 juillet, un hommage lui est rendu dans l'émission puis pendant tout l'été 2014, les Hors-séries de Complément d'enquête seront présentés à tour de rôle par Nicolas Poincaré, David Pujadas, Élise Lucet, Thierry Thuillier, Laurent Delahousse, Frédérique Lantieri, Marie Drucker, Hervé Brusini et Étienne Leenhardt. Il s'agit de portraits de personnalités (52 minutes) qui ont été préparés par Benoît Duquesne et son équipe.
Le 18 juillet 2014, France 2 annonce que Nicolas Poincaré récupère la présentation de Complément d'enquête à la rentrée suivante. Celui-ci présente donc son premier numéro le 4 septembre de la même année. En juin 2017, il quitte l'émission pour se concentrer sur sa carrière radio sur Europe 1[réf. nécessaire].
En août 2017, Thomas Sotto est annoncé comme le successeur de Nicolas Poincaré à la présentation de l'émission à compter du 7 septembre 2017. Le 7 juin 2018, Sotto déclare qu'il ne rempile pas pour une nouvelle saison et France 2 communique le nom de son remplaçant le 12 juin[réf. nécessaire].
À compter du 6 septembre 2018, la présentation du magazine est assurée par Jacques Cardoze. En juin 2021, celui-ci devient directeur de la communication de l'Olympique de Marseille, son club de cœur. Le nom de son successeur est révélé par la direction de l'information de France Télévisions le 9 juin.
À la suite du départ de Jacques Cardoze, c'est Tristan Waleckx qui est aux commandes de l'émission à partir du 2 septembre 2021.

### Plateforme
Le 12 septembre 2022, l'émission bat un record, en enregistrant plus de 372 000 visionnages de la rediffusion sur la plateforme France.tv en 24 heures.

## Controverses
En mars 2012, la non diffusion d'un sujet sur le rapatriement en avion depuis l'Ukraine, en partie aux frais du contribuable, du fils aîné du président de la République Nicolas Sarkozy a suscité des interrogations,.
Le 21 novembre 2013, l'émission diffuse un numéro sur la 4G avec le titre « Ma 4G a des ratés » avec comme invité Xavier Niel, le PDG de Free. Quelques jours plus tard, son avocat a pointé du doigt la diffusion d’informations privées dans un reportage dans une lettre adressée à Rémy Pflimlin, le président de France Télévisions.
Le 22 juillet 2016, le groupe Bolloré réclame la somme exceptionnelle de 50 millions d’euros à France 2 pour avoir diffusé une émission de Complément d'enquête consacrée à Vincent Bolloré — surnommé le smiling killer, le tueur au sourire — et à son empire qui pèse 15 milliards d'euros et se compose de médias, journaux et télévisions comme notamment Canal+, D8, et Itélé, ainsi qu'aux soutiens politiques et à l’expansion africaine du groupe, ou au changement de l'équipe de journalistes,,. Complément d'enquête est relaxé par le tribunal correctionnel de Nanterre en juin 2018.
Début septembre 2022, « Arnaques, fric et politique : le vrai business des influenceurs », fait l'objet de menaces par des influenceurs vivant à Dubaï afin de faire « disparaître de l’enquête, au nom du respect de leur droit à l’image ». Magali Berdah a également menacé la production de représailles.
Deux ans après son départ, Jacques Cardoze reproche à Complément d'enquête de « ne pas diriger ses attaques de manière équilibrée entre la droite et la gauche du spectre politique » et affirme « s'être ainsi vu refuser de faire une émission sur Jean-Luc Mélenchon au prétexte que La France insoumise fournirait de nombreux dossiers à l'émission ».
En octobre 2023, Philippe de Villiers annonce porter plainte pour diffamation contre le magazine après un numéro consacré au Puy du Fou.
À la suite d'un voyage en Corée du Nord, en 2018 de Gérard Depardieu, à l’occasion des 70 ans du régime nord-coréen, Complément d'enquête diffuse, en décembre 2023, un numéro dédié à l'affaire Gérard Depardieu. On y découvre une vidéo de ce voyage, dans laquelle l'acteur tient des propos obscènes, sexistes et sexuels à l'encontre de femmes et d’une jeune fille mineure,,. La famille de Depardieu émet des doutes sur la véracité de la séquence concernant les propos sexuels concernant l'enfant. Ces doutes sont repris par Emmanuel Macron le 20 décembre. Mais un huissier de justice mandaté par France Télévisions authentifie ce passage le 22 décembre,.
En octobre 2024, la Cour d'appel de Paris demande une expertise afin que la correspondance entre les images et la bande-son, dont la véracité est contestée, soit vérifiée.

## Invités et audiences
Diffusion originale sur France 2 le jeudi en deuxième partie de soirée.
| Date de diffusion | Invité/Sujet                           | Audience moyenne          | Audience moyenne | Références |
| Date de diffusion | Invité/Sujet                           | Nombre de téléspectateurs | PDM              | Références |
| ----------------- | -------------------------------------- | ------------------------- | ---------------- | ---------- |
| 21 mars 2013      | Lance Armstrong                        | 2 407 000                 | 14,4 %           |            |
| 19 décembre 2013  | Médias                                 | 2 036 000                 | 12,8 %           |            |
| 10 juillet 2014   | Luc Besson                             | 1 919 000                 | 15,4 %           |            |
| 11 septembre 2014 | Ségolène Royal                         | 2 200 000                 | 14,8 %           | [ 34 ]     |
| 14 mai 2015       | Club Med                               | 2 081 000                 | 13 %             |            |
| 31 juillet 2014   | Jean-Marie Le Pen                      | 1 830 000                 | 12,5 %           |            |
| 13 novembre 2014  | Bygmalion                              | 1 763 000                 | 11,5 %           |            |
| 15 janvier 2015   | Charlie Hebdo                          | 1 660 000                 | 15,6 %           |            |
| 2 avril 2015      | Alain Juppé                            | 1 584 000                 | 10,2 %           |            |
| 21 mai 2015       | Pollution                              | 1 912 000                 | 10,9 %           |            |
| 4 juin 2015       | Patrick Balkany                        | 1 895 000                 | 13,9 %           |            |
| 11 juin 2015      | Pape François                          | 1 403 000                 | 9,5 %            |            |
| 25 juin 2015      | Serge Dassault                         | 1 880 000                 | 12,8 %           |            |
| 21 juillet 2016   | Vincent Bolloré                        | 1 275 000                 | 9,3 %            |            |
| 7 septembre 2017  | Demain la vie sans eau                 | 1 087 000                 | 10,7 %           |            |
| 24 mai 2018       | Didier Deschamps                       | 1 347 000                 | 11,3 %           |            |
| 28 avril 2022     | Patrick Poivre d'Arvor                 | 1 720 000                 | 19,3 %           | [ 35 ]     |
| 11 septembre 2022 | Magali Berdah                          | 975 000                   | 7,5 %            | [ 36 ]     |
| 7 septembre 2023  | Puy du Fou                             | 1 070 000                 | 13,5 %           | [ 37 ]     |
| 14 septembre 2023 | E.Leclerc                              | 1 040 000                 | 13,4 %           | [ 38 ]     |
| 5 octobre 2023    | Sophia Chikirou                        | 1 100 000                 | 14,4 %           | [ 38 ]     |
| 23 novembre 2023  | Violences conjugales par des policiers | 741 000                   | 8,9 %            | [ 37 ]     |
| 30 novembre 2023  | Cyril Hanouna                          | 3 030 000                 | 32,9 %           | [ 37 ]     |
| 7 décembre 2023   | Gérard Depardieu                       | 1 520 000                 | 18,5 %           | [ 37 ]     |
| 18 janvier 2024   | Jordan Bardella                        | 1 540 000                 | 12,8 %           | [ 39 ]     |

Légende :
- Les plus hauts chiffres d'audiences/PDM
- Les plus bas chiffres d'audiences/PDM

## Liste des émissions
Sauf indication contraire ou complémentaire, les informations mentionnées dans cette section proviennent de l'Inatheque.fr / Rediffusions exclues.
| No | Date          | Titre                                                  | Sommaire détaillé |
| -- | ------------- | ------------------------------------------------------ | ----------------- |
| 1  | 17 sept. 2001 | Spéciale attentats aux États-Unis du 11 septembre 2001 | TV_1829545        |
| 2  | 1er oct. 2001 | Le malaise des hôpitaux                                | TV_1836483        |
| 3  | 15 oct. 2001  | L'islam en France                                      | TV_1842283        |
| 4  | 29 oct. 2001  | Comment la France se mobilise face à la crise          | TV_1863105        |
| 5  | 12 nov. 2001  | L'argent et la politique                               | TV_1871656        |
| 6  | 26 nov. 2001  | Citoyens militants                                     | TV_1870873        |
| 7  | 10 déc. 2001  | Police justice : des rapports difficiles               | TV_1882457        |

| No | Date          | Titre                                                 | Sommaire détaillé |
| -- | ------------- | ----------------------------------------------------- | ----------------- |
| 8  | 14 janv. 2002 | L'enfant sur mesure                                   | TV_1927386        |
| 9  | 28 janv. 2002 | La France : croissance ou déclin ?                    | TV_1926613        |
| 10 | 11 fév. 2002  | Pédopholie                                            | TV_1947060        |
| 11 | 25 fév. 2002  | Les jeunes et le cannabis                             | TV_1959916        |
| 12 | 11 mars 2002  | Vivre la prison                                       | TV_1973227        |
| 13 | 25 mars 2002  | Impôts : et si l'état rendait des comptes ?           | TV_1974564        |
| 14 | 15 avr. 2002  | L'humanitaire                                         | TV_2000919        |
| 15 | 6 mai 2002    | La France en crise                                    | TV_2012798        |
| 16 | 20 mai 2002   | L'argent du foot                                      | TV_2028340        |
| 17 | 3 juin 2002   | La sécurité dans la campagne électorale               | TV_2036007        |
| 18 | 17 juin 2002  | L'industrie du tourisme                               | TV_2046138        |
| 19 | 16 sept. 2002 | Affaire Messier : les patrons sont ils devenus fous ? | TV_2097751        |
| 20 | 30 sept. 2002 | La voiture à tout prix                                | TV_2114073        |
| 21 | 14 oct. 2002  | Immigration : la grande hypocrisie                    | TV_2122223        |
| 22 | 28 oct. 2002  | Changer de vie                                        | TV_2145965        |
| 23 | 11 nov. 2002  | Enfants des rues                                      | TV_2142815        |
| 24 | 25 nov. 2002  | Immobilier : folie, scandales et petites combines     | TV_2152765        |
| 25 | 16 déc. 2002  | Terrorisme : sommes-nous tous des cibles ?            | TV_2183200        |

| No | Date          | Titre                                                     | Sommaire détaillé |
| -- | ------------- | --------------------------------------------------------- | ----------------- |
| 26 | 13 janv. 2003 | Euthanasie : changer la loi ?                             | TV_2179792        |
| 27 | 27 janv. 2003 | La France face au défi islamiste                          | TV_2215374        |
| 28 | 17 fév. 2003  | Antilles : tempêtes sous les tropiques                    | TV_2228636        |
| 29 | 24 fév. 2003  | Pétrole : les secrets de l'or noir                        | TV_2230999        |
| 30 | 10 mars 2003  | La justice en examen                                      | TV_2232513        |
| 31 | 24 mars 2003  | Chirac-Bush : L'homme qui a dit non                       | TV_2243569        |
| 32 | 7 avr. 2003   | Les guerres de l'information                              | TV_2271725        |
| 33 | 21 avr. 2003  | Un an après : que reste il du 21 avril ?                  | TV_2284414        |
| 34 | 5 mai 2003    | Une armée pour quoi faire ?                               | TV_2291109        |
| 35 | 2 juin 2003   | Notre santé en faillite                                   | TV_2245616        |
| 36 | 16 juin 2003  | Transport aérien, faillites, scandales et guerre des prix | TV_2317842        |
| 37 | 22 sept. 2003 | Canicule : autopsie d'un scandale                         | TV_2407454        |
| 38 | 6 oct. 2003   | Corse : le défi permanent                                 | TV_2411869        |
| 39 | 27 oct. 2003  | Et si Jean-Paul II s'était trompé ?                       | TV_2426138        |
| 40 | 10 nov. 2003  | Secrets, mensonges et télé réalité                        | TV_2435647        |
| 41 | 24 nov. 2003  | Nucléaire : faut-il continuer ?                           | TV_2445662        |
| 42 | 8 déc. 2003   | Argent, grèves : le vrai pouvoir des syndicats            | TV_2455645        |
| 43 | 19 janv. 2004 | Faites vos jeux                                           | TV_2480384        |

| No | Date          | Titre                                              | Sommaire détaillé |
| -- | ------------- | -------------------------------------------------- | ----------------- |
| 44 | 2 fév. 2004   | La France des oubliés                              | TV_2490372        |
| 45 | 16 fév. 2004  | Executive life : à qui profite l'arnaque           | TV_2498110        |
| 46 | 8 mars 2004   | Promesses de campagne : le dépit amoureux          | TV_2517675        |
| 47 | 22 mars 2004  | Crashs aériens : des enquêtes à haut risque        | TV_2528235        |
| 48 | 5 avr. 2004   | École : faut-il changer les profs ?                | TV_2536185        |
| 49 | 3 mai 2004    | Mort subite, dopage, des champions en danger       | TV_2558011        |
| 50 | 24 mai 2004   | Tueurs en série : les croisées de l'enquête        | TV_2566353        |
| 51 | 14 juin 2004  | Déchets : le piège écologique                      | TV_2583503        |
| 52 | 28 juin 2004  | Que sont-ils devenus ?                             | TV_2596901        |
| 53 | 20 sept. 2004 | Enquête sur l'antisémitisme                        | TV_2661045        |
| 54 | 4 oct. 2004   | Manger tue                                         | TV_2670885        |
| 55 | 25 oct. 2004  | Otages : la stratégie de l'horreur                 | TV_2689237        |
| 56 | 15 nov. 2004  | Victime, marchandise : un enfant combien ça vaut ? | TV_2702709        |
| 57 | 29 nov. 2004  | Salariés au bord de la crise de nerfs              | TV_2714902        |
| 58 | 13 déc. 2004  | L'homme et la bête : une passion meurtrière        | TV_2724525        |

| No | Date          | Titre                                                              | Sommaire détaillé |
| -- | ------------- | ------------------------------------------------------------------ | ----------------- |
| 59 | 17 janv. 2005 | Médicaments : ce que les labos ne disent pas                       | TV_2746983        |
| 60 | 31 janv. 2005 | Albert Londres                                                     | TV_2760916        |
| 61 | 14 fév. 2005  | Catastrophes naturelles, accidents industriels : le prix du danger | TV_2767579        |
| 62 | 28 fév. 2005  | Folie meurtrière : soins ou châtiment ?                            | TV_2776067        |
| 63 | 21 mars 2005  | Alcool : secrets et tabous                                         | TV_2794406        |
| 64 | 25 avr. 2005  | Train de vie : les scandales de la République                      | TV_2821358        |
| 65 | 2 mai 2005    | Agriculture : la révolte des paysans                               | TV_2825922        |
| 66 | 23 mai 2005   | Incendies, les pièges mortels                                      | TV_2840456        |
| 67 | 6 juin 2005   | Racisme, violence et football                                      | TV_2849476        |
| 68 | 20 juin 2005  | Disparitions, rumeurs, argent : enquête sur le tsunami             | TV_2859359        |
| 69 | 19 sept. 2005 | Crash aériens : combines, mensonges et listes noires               | TV_2925847        |
| 70 | 10 oct. 2005  | Ces patrons qui nous gouvernent                                    | TV_2940428        |
| 71 | 24 oct. 2005  | Marché de l'art : la chasse aux milliards                          | TV_2950754        |
| 72 | 7 nov. 2005   | Pétrole : à qui profite la hausse                                  | TV_2959715        |
| 73 | 21 nov. 2005  | le cauchemar immobilier                                            | TV_2970578        |

| No | Date          | Titre                                                               | Sommaire détaillé |
| -- | ------------- | ------------------------------------------------------------------- | ----------------- |
| 74 | 2 janv. 2006  | Innodations, sécheresse, ouragans : les nouvelles guerres du climat | TV_2998579        |
| 75 | 16 janv. 2006 | Disparitions : des enquêtes impossibles                             | TV_3011013        |
| 76 | 30 janv. 2006 | Les juges en procès                                                 | TV_3019627        |
| 77 | 13 fév. 2006  | Musique, CD, internet : un marché en guerre                         | TV_3029146        |
| 78 | 27 fév. 2006  | La France veut elle encore des immigrés ?                           | TV_3035571        |
| 79 | 13 mars 2006  | Banlieues : le feu est-il éteint ?                                  | TV_3046756        |
| 80 | 3 avr. 2006   | Clemenceau: les secrets d'un fiasco                                 | TV_3061043        |
| 81 | 1er mai 2006  | Emploi : la France inflexible                                       | TV_3081853        |
| 82 | 15 mai 2006   | Mondialisation : pourquoi les Français en ont ils peur?             | TV_3089751        |
| 83 | 29 mai 2006   | Grand banditisme : les nouveaux parrains                            | TV_3099378        |
| 84 | 19 juin 2006  | Clearstream : une affaire d'état                                    | TV_3114219        |
| 85 | 18 sept. 2006 | Immigration : que faire des sans papiers ?                          | TV_3177341        |
| 86 | 9 oct. 2006   | Affaires Seznec, Villemin : y a-t-il un droit à l'oubli ?           | TV_3191666        |
| 87 | 23 oct. 2006  | Gaz : la facture va t'elle flamber ?                                | TV_3201438        |
| 88 | 13 nov. 2006  | Les chrétiens face à l'Islam                                        | TV_3217289        |
| 89 | 27 nov. 2006  | Violences des jeunes : la France à la peine                         | TV_3225485        |
| 90 | 11 déc. 2006  | Ces riches qui ne connaissent pas la crise                          | TV_3237149        |

| No  | Date          | Titre                                                              | Sommaire détaillé |
| --- | ------------- | ------------------------------------------------------------------ | ----------------- |
| 91  | 15 janv. 2007 | Présidentielle, tous les coups sont permis                         | TV_3261761        |
| 92  | 29 janv. 2007 | Classes moyennes : les oubliés de la campagne présidentielle       | TV_3273942        |
| 93  | 12 fév. 2007  | Déchets toxiques : la bombe écologique                             | TV_3285159        |
| 94  | 5 mars 2007   | Emploi, retraite, dépendance : les défis d'une France qui vieillit | TV_3299968        |
| 95  | 19 mars 2007  | Présidentielle : comment mieux gérer l'État                        | TV_3309719        |
| 96  | 2 avr. 2007   | Patrimoine, cumul, transparence : les excès du pouvoir             | TV_3320753        |
| 97  | 16 avr. 2007  | J-6 : la France à l'heure des choix                                | TV_3327725        |
| 98  | 7 mai 2007    | Présidentielle : les secrets d'une victoire                        | TV_3344719        |
| 99  | 28 mai 2007   | La France autrement, c'est possible                                | TV_3359125        |
| 100 | 11 juin 2007  | La 100e                                                            | TV_3368733        |
| 101 | 24 sept. 2007 | Punir ou guérir : que faire des fous dangereux ?                   | TV_3447924        |
| 102 | 8 oct. 2007   | Jusqu'où peut on jouer avec la planète ?                           | TV_3460462        |
| 103 | 22 oct. 2007  | Travailler tue                                                     | TV_3469966        |
| 104 | 5 nov. 2007   | Scandales, faillites, délits d'initiés : la crise de confiance     | TV_3479896        |
| 105 | 19 nov. 2007  | Bandes, communautés, ghettos : la France en morceaux               | TV_3493925        |
| 106 | 10 déc. 2007  | Caisse noire, dessous de table : la France des pots de vin         | TV_3507875        |

| No  | Date          | Titre                                                                        | Sommaire détaillé |
| --- | ------------- | ---------------------------------------------------------------------------- | ----------------- |
| 107 | 7 janv. 2008  | Victimes ou marchandises, les enfants en danger                              | TV_3530110        |
| 108 | 21 janv. 2008 | Audiences, TNT, Internet : les nouvelles guerres de la télé                  | TV_3538865        |
| 109 | 4 fév. 2008   | Paris : des municipales capitales                                            | TV_3549739        |
| 110 | 18 fév. 2008  | Pouvoir d'achat, à quoi jouent les grandes surfaces                          | TV_3558251        |
| 111 | 10 mars 2008  | Réformes : et si Attali avait raison ?                                       | TV_3579403        |
| 112 | 24 mars 2008  | Patrimoine, comment la France protège ses trésors ?                          | TV_3589931        |
| 113 | 7 avr. 2008   | Faut-il encore avoir peur des sectes ?                                       | TV_3597810        |
| 114 | 21 avr. 2008  | J - 100 : des Jeux olympiques qui dérangent                                  | TV_3608637        |
| 115 | 12 mai 2008   | On est foutu, on mange trop                                                  | TV_3623304        |
| 116 | 26 mai 2008   | Prise d'otages, contrebande : le temps des pirates                           | TV_3633702        |
| 117 | 9 juin 2008   | Tueurs en série, exorcisme, crimes collectifs : pourquoi le mal nous fascine | TV_3643992        |
| 118 | 15 sept. 2008 | Mourir pour la France                                                        | TV_3720149        |
| 119 | 29 sept. 2008 | Vagabons, squatteurs, gitans : pourquoi les marginaux nous dérangent         | TV_3732759        |
| 120 | 20 oct. 2008  | Voiture propre : le marché de dupes                                          | TV_3751575        |
| 121 | 3 nov. 2008   | Crise : et maintenant, la facture                                            | TV_3762980        |
| 122 | 17 nov. 2008  | Noirs, la révolution Obama                                                   | TV_3770937        |
| 123 | 1er déc. 2008 | Sabotage, révolte, défiance : quand la France voit rouge !                   | TV_3782555        |

| No  | Date          | Titre                                                  | Sommaire détaillé |
| --- | ------------- | ------------------------------------------------------ | ----------------- |
| 124 | 5 janv. 2009  | Ces nouveaux poisons qui nous entourent                | TV_3809731        |
| 125 | 19 janv. 2009 | Ces ados qui nous échappent                            | TV_3820826        |
| 126 | 2 fév. 2009   | Gare aux escrocs !                                     | TV_3828857        |
| 127 | 16 fév. 2009  | Patron : enquête sur un métier à risques !             | TV_3840009        |
| 128 | 9 mars 2009   | Antilles : la faute aux blancs ?                       | TV_3856273        |
| 129 | 23 mars 2009  | Comment gagner des millions                            | TV_3866603        |
| 130 | 6 avr. 2009   | Permis de conduire : la grande injustice               | TV_3876620        |
| 131 | 20 avr. 2009  | Les policiers en première ligne                        | TV_3885729        |
| 132 | 4 mai 2009    | Performance à tout prix : un marché de dupes           | TV_3894768        |
| 133 | 18 mai 2009   | Crime parfait : mode d'emploi                          | TV_3909569        |
| 134 | 8 juin 2009   | Alimentation : main basse sur la terre                 | TV_3926496        |
| 135 | 22 juin 2009  | Histoire : la nouvelle passion des français            | TV_3938362        |
| 136 | 14 sept. 2009 | Mystères en haute mer                                  | TV_4006370        |
| 137 | 28 sept. 2009 | Drogues, la France en overdose                         | TV_4018218        |
| 138 | 19 oct. 2009  | Pots de vin, corruption : Quand les élites dérapent    | TV_4034655        |
| 139 | 2 nov. 2009   | Réussir sa mort, l'ultime défi                         | TV_4044036        |
| 140 | 16 nov. 2009  | Sexe : Enquête sur ces Français qui ont besoin d'amour | TV_4056402        |
| 141 | 30 nov. 2009  | Les nouveaux champions de la chasse au gaspillage      | TV_4067734        |
| 142 | 14 déc. 2009  | Fugitifs : Ces criminels qui nous fascinent            | TV_4076638        |

| No  | Date          | Titre                                                                     | Sommaire détaillé |
| --- | ------------- | ------------------------------------------------------------------------- | ----------------- |
| 143 | 18 janv. 2010 | Vols, cambriolages : les Français sur le qui-vive                         | TV_4105581        |
| 144 | 1er fév. 2010 | Les nouveaux naufragés du logement                                        | TV_4115013        |
| 145 | 22 fév. 2010  | Fin du monde : les nouveaux croisés de l'apocalypse                       | TV_4132717        |
| 146 | 15 mars 2010  | Zones commerciales, friches, panneaux publicitaires : La France défigurée | TV_4146256        |
| 147 | 29 mars 2010  | Crime passionnel, adultère : quand l'amour rend fou                       | TV_4158718        |
| 148 | 19 avr. 2010  | Les sacrifiés du travail                                                  | TV_4171112        |
| 149 | 3 mai 2010    | Riches, fonctionnaires, ministres : L'heure des sacrifices                | TV_4183853        |
| 150 | 17 mai 2010   | Quand la médecine se trompe                                               | TV_4193863        |
| 151 | 7 juin 2010   | Mondial J-4, des Bleus loin des yeux                                      | TV_4208986        |
| 152 | 28 juin 2010  | Ils ont marqué l'année                                                    | TV_4225413        |
| 153 | 20 sept. 2010 | Affaire Bettencourt : que font les riches de leur pouvoir ?               | TV_4284661        |
| 154 | 4 oct. 2010   | Accueillante, solidaire, généreuse : l'autre visage de la France          | TV_4295622        |
| 155 | 18 oct. 2010  | Terrorisme, les Français sous la menace                                   | TV_4307735        |
| 156 | 1er nov. 2010 | Quand se soigner devient trop cher                                        | TV_4318143        |
| 157 | 15 nov. 2010  | Fils de : la France des héritiers                                         | TV_4328313        |
| 158 | 29 nov. 2010  | Devins, guérisseurs, gourous, est ce le retour des charlatans             | TV_4337137        |
| 159 | 13 déc. 2010  | Pouvoir d'achat : et si on augmentait les salaires                        | TV_4346645        |

| No  | Date          | Titre                                                                  | Sommaire détaillé |
| --- | ------------- | ---------------------------------------------------------------------- | ----------------- |
| 160 | 17 janv. 2011 | Sexe, drogue et dépendance : comment décrocher                         | TV_4370369        |
| 161 | 31 janv. 2011 | Ados, l'autorité en faillite                                           | TV_4391544        |
| 162 | 14 fév. 2011  | Nos amis les dictateurs                                                | TV_4400981        |
| 163 | 28 fév. 2011  | Internet, Wikileaks les dangers                                        | TV_4411312        |
| 164 | 14 mars 2011  | Michèle Alliot-Marie : l'affaire de trop ?                             | TV_4420042        |
| 165 | 4 avr. 2011   | Cuisine : une passion française                                        | TV_4433428        |
| 166 | 18 avr. 2011  | Nucléaire : la catastrophe qui change tout                             | TV_4440688        |
| 167 | 9 mai 2011    | Présidentielle : la tentation de l'extrême-droite                      | TV_4456633        |
| 168 | 23 mai 2011   | Caïds : les nouvelles règles du milieu                                 | TV_4465721        |
| 169 | 6 juin 2011   | DSK, sexe et politique                                                 | TV_4474523        |
| 170 | 8 sept. 2011  | Crise : la nouvelle fièvre de l'or                                     | TV_4536765        |
| 171 | 22 sept. 2011 | Mass murderer : dans la tête des tueurs                                | TV_4549437        |
| 172 | 6 oct. 2011   | 2012 : qui pour battre Sarko ?                                         | TV_4558552        |
| 173 | 11 oct. 2011  | 10 ans de Complément d'enquête : ces enquêtes qui ont changé la France | TV_4562188        |
| 174 | 20 oct. 2011  | Sarkozy peut-il encore gagner ?                                        | TV_4567526        |
| 175 | 3 nov. 2011   | SOS, jeunesse cherche avenir                                           | TV_4574487        |
| 176 | 10 nov. 2011  | Médicaments : contre-enquête sur un scandale                           | TV_4579611        |
| 177 | 24 nov. 2011  | Rire : l'arme anti crise                                               | TV_4594318        |
| 178 | 1er déc. 2011 | Stérilité masculine : enquête sur un tabou                             | TV_4599432        |
| 179 | 15 déc. 2011  | Carlton : sexe et business, des liaisons dangereuses                   | TV_4604135        |

| No  | Date          | Titre                                                                  | Sommaire détaillé |
| --- | ------------- | ---------------------------------------------------------------------- | ----------------- |
| 180 | 5 janv. 2012  | Les caddies de la crise                                                | TV_4628135        |
| 181 | 19 janv. 2012 | Vieilles canailles et papys flingueurs                                 | TV_4637534        |
| 182 | 9 fév. 2012   | Quand les Chinois rachètent la France                                  | TV_4648017        |
| 183 | 16 fév. 2012  | Bavures, ripoux, que fait la police ?                                  | TV_4652140        |
| 184 | 1er mars 2012 | Argent et politique, l'éternel soupçon                                 | TV_4661194        |
| 185 | 22 mars 2012  | SOS : Français en perdition                                            | TV_4674291        |
| 186 | 29 mars 2012  | Immobilier, bonnes bouteilles et œuvres d'art : les valeurs anti-crise | TV_4679061        |
| 187 | 5 avr. 2012   | Ouvriers : les courtisés de la campagne                                | TV_4685384        |
| 188 | 19 avr. 2012  | Toulouse, la contre-enquête                                            | TV_4693778        |
| 189 | 3 mai 2012    | Schengen : la grande passoire ?                                        | TV_4701621        |
| 190 | 10 mai 2012   | 1981-2012 : La gauche a-t-elle changé ?                                | TV_4710393        |
| 191 | 17 mai 2012   | Drogue : l'overdose                                                    | TV_4714194        |
| 192 | 24 mai 2012   | Cinéma : une industrie intouchable                                     | TV_4717067        |
| 193 | 31 mai 2012   | Portés disparus                                                        | TV_4720176        |
| 194 | 7 juin 2012   | Faut-il arrêter le sport ?                                             | TV_4725718        |
| 195 | 14 juin 2012  | Pompiers : y a-t-il le feu à la caserne ?                              | TV_4731357        |
| 196 | 28 juin 2012  | Vivre sa passion                                                       | TV_4744696        |
| 197 | 6 sept. 2012  | Emploi : que peut faire Montebourg ?                                   | TV_4788542        |
| 198 | 13 sept. 2012 | Crise : quand la France craque                                         | TV_4794507        |
| 199 | 20 sept. 2012 | Pétrole, gaz de schiste : peut on dire non ?                           | TV_4799372        |
| 200 | 4 oct. 2012   | Impôts : quand les riches se rebellent                                 | TV_4806712        |
| 201 | 11 oct. 2012  | Hôpital public : priorité aux riches?                                  | TV_4811908        |
| 202 | 18 oct. 2012  | Sexe : la riposte des femmes                                           | TV_4816980        |
| 203 | 1er nov. 2012 | Chauffards : comment en finir                                          | TV_4826817        |
| 204 | 8 nov. 2012   | La loi du plus fort                                                    | TV_4830259        |
| 205 | 15 nov. 2012  | Corruption : la tentation permanente                                   | TV_4834638        |
| 206 | 22 nov. 2012  | France : la tentation islamophobe                                      | TV_4840326        |
| 207 | 29 nov. 2012  | Homosexualité : les croisades anti-gays                                | TV_4845094        |
| 208 | 13 déc. 2012  | Tais-toi et mange                                                      | TV_4855042        |
| 209 | 20 déc. 2012  | Bernard Tapie, Rachida Dati : les enfants terribles de la République   | TV_4861512        |

| No  | Date          | Titre                                                                      | Sommaire détaillé |
| --- | ------------- | -------------------------------------------------------------------------- | ----------------- |
| 210 | 10 janv. 2013 | Logement : la bataille des classes moyennes                                | TV_4872980        |
| 211 | 17 janv. 2013 | Mémoire : j'ai tout oublié                                                 | TV_4878240        |
| 212 | 31 janv. 2013 | Industrie : que peut encore faire l'État                                   | TV_4886537        |
| 213 | 7 fév. 2013   | Argent : faut-il partir pour réussir ?                                     | TV_4890573        |
| 214 | 14 fév. 2013  | Soldats : la guerre...et après ?                                           | TV_4893493        |
| 215 | 28 fév. 2013  | Cambriolages, violences : quand la crise pousse au crime                   | TV_4902998        |
| 216 | 7 mars 2013   | Peur sur la viande                                                         | TV_4908518        |
| 217 | 14 mars 2013  | Transport aérien : la guerre est relancée                                  | TV_4915236        |
| 218 | 21 mars 2013  | Armstrong : la vérité                                                      | TV_4919805        |
| 219 | 4 avr. 2013   | Où sont les hommes ?                                                       | TV_4928706        |
| 220 | 11 avr. 2013  | Quand votre vie privée vous échappe                                        | TV_4935705        |
| 221 | 18 avr. 2013  | Depardieu, l'insoumis                                                      | TV_4939074        |
| 222 | 2 mai 2013    | E-cigarette : la fin du tabac ?                                            | TV_4975834        |
| 223 | 9 mai 2013    | 1940-1945 : les Français et leurs secrets                                  | TV_4979405        |
| 224 | 16 mai 2013   | Le réveil des droites ?                                                    | TV_5013578        |
| 225 | 23 mai 2013   | Comptes en Suisse : le mystère Cahuzac                                     | TV_5017730        |
| 226 | 30 mai 2013   | Les 100 ans du 36                                                          | TV_5022094        |
| 227 | 13 juin 2013  | Santé, alimentation : la mode des faux-amis                                | TV_5032072        |
| 228 | 20 juin 2013  | S'enrichir en politique                                                    | TV_5036557        |
| 229 | 27 juin 2013  | 2013 : une année en France                                                 | TV_5042271        |
| 230 | 12 sept. 2013 | Manuel Valls, l'affranchi                                                  | TV_5098539        |
| 231 | 19 sept. 2013 | Poubelles : un monde sans déchet ?                                         | TV_5099703        |
| 232 | 26 sept. 2013 | Hypers : la guerre, à quel prix ?                                          | TV_5103569        |
| 233 | 3 oct. 2013   | Violences à Marseille : à qui la faute ?                                   | TV_5107717        |
| 234 | 17 oct. 2013  | Retraite : les derniers profiteurs                                         | TV_5117786        |
| 235 | 24 oct. 2013  | Qu'est-ce qu'on attend pour être heureux ?                                 | TV_5122209        |
| 236 | 31 oct. 2013  | Liliane Bettencourt, dans l'intimité d'une milliardaire                    | TV_5127932        |
| 237 | 7 nov. 2013   | Prostitution : punir le client et après ?                                  | TV_5132087        |
| 238 | 14 nov. 2013  | Voyous : le mythe du gros coup                                             | TV_5136580        |
| 239 | 21 nov. 2013  | Smartphones, forfaits 4G : l'envers du réseau                              | TV_5141103        |
| 240 | 5 déc. 2013   | Argent liquide, fraude fiscale, travail au noir : quand l'économie se cash | TV_5149941        |
| 241 | 12 déc. 2013  | Chômage : le business de la précarité                                      | TV_5155395        |
| 242 | 19 déc. 2013  | Médias : la dictature du rire                                              | TV_5160154        |

| No  | Date           | Titre                                                             | Sommaire détaillé |
| --- | -------------- | ----------------------------------------------------------------- | ----------------- |
| 243 | 9 janv. 2014   | Adoption : des échecs qui dérangent                               | TV_5172900        |
| 244 | 23 janv. 2014  | Tibéri, Balkany : les indestructibles                             | TV_5182364        |
| 245 | 30 janv. 2014  | Racket, enlèvement, affaire Dassault : les riches pris pour cible | TV_5188723        |
| 246 | 13 fév. 2014   | Le Pen : une affaire de famille                                   | TV_5196146        |
| 247 | 20 fév. 2014   | Cannabis : les sacrifiés du pétard                                | TV_5199279        |
| 248 | 27 fév. 2014   | Le président cet inconnu                                          | TV_5202733        |
| 249 | 6 mars 2014    | Oradour, spoliations : quand les enquêtent continuent             | TV_5209159        |
| 250 | 13 mars 2014   | Alimentation, le marché de la peur                                | TV_5213976        |
| 251 | 20 mars 2014   | Bonnets rouges, petits patrons, réformes : pourquoi ça bloque     | TV_5218340        |
| 252 | 3 avr. 2014    | Valls, Taubira : l'épreuve du pouvoir                             | TV_5226524        |
| 253 | 17 avr. 2014   | Poutine : le tsar système                                         | TV_5239201        |
| 254 | 24 avr. 2014   | Bernard Arnault, l'homme qui valait 30 milliards                  | TV_5243352        |
| 255 | 1er mai 2014   | Affaire Sarkozy : tous sur écoute ?                               | TV_5248861        |
| 256 | 8 mai 2014     | Trafics, vols, petites combines : les voyous de la crise          | TV_5256636        |
| 257 | 29 mai 2014    | Patrick Sébastien, comédies musicales : le retour du populaire    | TV_5272669        |
| 258 | 5 juin 2014    | Délinquance : Taubira veut elle vider les prisons ?               | TV_5276407        |
| 259 | 12 juin 2014   | Tourisme : la France toujours en première classe ?                | TV_5281036        |
| 260 | 19 juin 2014   | Jean-François Copé, histoire d'une ambition                       | TV_5285139        |
| 261 | 26 juin 2014   | Les hommes de l'année                                             | TV_5289572        |
| 262 | 3 juill. 2014  | BHL, un homme d'influence                                         | TV_5294451        |
| 263 | 10 juill. 2014 | Hommage à Benoît Duquesne                                         | TV_5298185        |
| 264 | 24 juill. 2014 | Vacances : la révolution Club Med                                 | TV_5308906        |
| 265 | 21 août 2014   | Costes : une fortune aveyronnaise                                 | TV_5325079        |
| 266 | 4 sept. 2014   | Crashs aériens : les compagnies prennent-elles trop de risques ?  | TV_5334494        |
| 267 | 11 sept. 2014  | Ségolène Royal, l'obstinée                                        | TV_5338787        |
| 268 | 25 sept. 2014  | Juifs de France : ont ils raison d'avoir peur ?                   | TV_5347089        |
| 269 | 9 oct. 2014    | Les enfants perdus du djihad                                      | TV_5355722        |
| 270 | 16 oct. 2014   | Élus, professions protégées : la fin des intouchables             | TV_5361969        |
| 271 | 23 oct. 2014   | France : que reste-t-il de ton prestige ?                         | TV_5366034        |
| 272 | 30 oct. 2014   | Santé, GPA, vieillesse : quand l'homme défie la nature            | TV_5369616        |
| 273 | 6 nov. 2014    | Platini : l'homme qui aimait le pouvoir                           | TV_5373874        |
| 274 | 13 nov. 2014   | Bygmalion, guerre des chefs : la fin de l'UMP ?                   | TV_5378552        |
| 275 | 20 nov. 2014   | Immigration, réfugiés : la France à tout prix                     | TV_5383175        |
| 276 | 27 nov. 2014   | Malbouffe, fermes usines, barrage : l'agriculture contre nature   | TV_5387535        |
| 277 | 11 déc. 2014   | Trierweiler, téléréalité : le règne des impudiques                | TV_5397451        |
| 278 | 18 déc. 2014   | Total : toujours roi du pétrole ?                                 | TV_5403277        |

| No  | Date           | Titre                                                                   | Sommaire détaillé |
| --- | -------------- | ----------------------------------------------------------------------- | ----------------- |
| 279 | 8 janv. 2015   | Émission spéciale attentat à Charlie Hebdo                              | TV_5413778        |
| 280 | 15 janv. 2015  | Attentats : le jour d'après                                             | TV_5419711        |
| 281 | 29 janv. 2015  | Riches : quand leur argent fait notre bonheur                           | TV_5426062        |
| 282 | 5 fév. 2015    | CGT, MEDEF : pour qui roulent les syndicats                             | TV_5431452        |
| 283 | 12 fév. 2015   | Zemmour et les nostalgiques : la France, c'était mieux avant ?          | TV_5435806        |
| 284 | 19 fév. 2015   | Attentats, violences : la police sous pression                          | TV_5440107        |
| 285 | 5 mars 2015    | Attentats : la contre-attaque                                           | TV_5451234        |
| 286 | 19 mars 2015   | Dettes : vivre à crédit, et pourquoi pas ?                              | TV_5459281        |
| 287 | 26 mars 2015   | Germanwings, Air Algérie, Malaysia : enquête sur des crashs inexpliqués | TV_5462843        |
| 288 | 2 avr. 2015    | Alain Juppé : la revanche du mal aimé                                   | TV_5466968        |
| 289 | 9 avr. 2015    | Les Le Pen : affaires de famille                                        | TV_5469999        |
| 290 | 16 avr. 2015   | Banlieues, campagnes : l'apartheid français ?                           | TV_5474974        |
| 291 | 23 avr. 2015   | Entente sur les prix : payons nous trop cher ?                          | TV_5480593        |
| 292 | 30 avr. 2015   | Drones : attrape-moi si tu peux !                                       | TV_5488686        |
| 293 | 7 mai 2015     | Dictatures, business : diplomates de l'ombre                            | TV_5491989        |
| 294 | 14 mai 2015    | Vacances : la révolution Club Med                                       | TV_5497834        |
| 295 | 21 mai 2015    | Pollution, gaspillage : et maintenant la facture !                      | TV_5502300        |
| 296 | 4 juin 2015    | Affaire Balkany, mariages chinois : le poids du scandale                | TV_5510773        |
| 297 | 11 juin 2015   | François, pape des pauvres, Vatican des riches                          | TV_5513884        |
| 298 | 18 juin 2015   | Fichage ethnique, communautarisme : la fracture                         | TV_5517717        |
| 299 | 25 juin 2015   | Dassault : un univers impitoyable                                       | TV_5523471        |
| 300 | 2 juill. 2015  | Charlie : l'impossible héritage                                         | TV_5527246        |
| 301 | 9 juill. 2015  | Amour, drame et casinos : l'empire des Barrière                         | TV_5530656        |
| 302 | 23 juill. 2015 | Jean-Marie Le Pen, la chute d'un chef                                   | TV_5541149        |
| 303 | 30 juill. 2015 | Luc Besson, le mal-aimé                                                 | TV_5544297        |
| 304 | 27 août 2015   | L'insaisissable monsieur Leclerc                                        | TV_5560591        |
| 305 | 3 sept. 2015   | Violences en cuisine : à couteaux tirés                                 | TV_5562721        |
| 306 | 10 sept. 2015  | Pollution, conférence climat : à quoi sert monsieur Hulot ?             | TV_5567098        |
| 307 | 17 sept. 2015  | Migrants : le prix de l'exode                                           | TV_5571378        |
| 308 | 1er oct. 2015  | Journalistes : tous vendus ?                                            | TV_5584236        |
| 309 | 8 oct. 2015    | Placard, discrimination au travail : le grand tabou                     | TV_5586549        |
| 310 | 15 oct. 2015   | Attentats : peut on éviter la psychose ?                                | TV_5591183        |
| 311 | 29 oct. 2015   | Touche pas à ma bagnole                                                 | TV_5598750        |
| 312 | 5 nov. 2015    | Justice des criminels en liberté                                        | TV_5603127        |
| 313 | 3 déc. 2015    | Air France, la fin du mythe                                             | TV_5620142        |
| 314 | 10 déc. 2015   | Attentats : la France d'après                                           | TV_5626936        |

| No  | Date           | Titre                                                             | Sommaire détaillé |
| --- | -------------- | ----------------------------------------------------------------- | ----------------- |
| 315 | 7 janv. 2016   | Janvier 2015, au coeur des attaques                               | TV_5651827        |
| 316 | 14 janv. 2016  | Kerviel : au coeur du mensonge                                    | TV_5655280        |
| 317 | 28 janv. 2016  | La guerre de la viande                                            | TV_5662397        |
| 318 | 4 fév. 2016    | France : je t'aime, moi non plus !                                | TV_5668296        |
| 319 | 11 fév. 2016   | Procès Cahuzac : les riches trichent ils encore                   | TV_5672253        |
| 320 | 25 fév. 2016   | Vaccins, médicaments, médecins : la défiance                      | TV_5682908        |
| 321 | 3 mars 2016    | Dassault : un univers impitoyable                                 | TV_5687062        |
| 322 | 10 mars 2016   | Migrants à Calais : et si on ouvrait la frontière ?               | TV_5692054        |
| 323 | 17 mars 2016   | France : une jeunesse oubliée                                     | TV_5702721        |
| 324 | 31 mars 2016   | Scandales pédophiles : des secrets bien gardés                    | TV_5710181        |
| 325 | 7 avr. 2016    | Vincent Bolloré, un ami qui vous veut du bien ?                   | TV_5713389        |
| 326 | 21 avr. 2016   | Abdeslam : des frères de sang                                     | TV_5730849        |
| 327 | 28 avr. 2016   | Violence : quand nos enfants nous font peur                       | TV_5736310        |
| 328 | 12 mai 2016    | François Hollande : la gauche en ruines                           | TV_5743726        |
| 329 | 19 mai 2016    | JO : la gloire et la galère                                       | TV_5749955        |
| 330 | 2 juin 2016    | Jihad : les recruteurs                                            | TV_5757704        |
| 331 | 9 juin 2016    | Drogue : la guerre perdue                                         | TV_5761452        |
| 332 | 23 juin 2016   | Harcèlement sexuel, le scandale Baupin                            | TV_5771562        |
| 333 | 1er sept. 2016 | Salaires, privilèges : nos patrons sont ils vraiment trop payés ? | TV_5809347        |
| 334 | 22 sept. 2016  | Menace terroriste : dans la tête des flics                        | TV_5823258        |
| 335 | 6 oct. 2016    | Voile : une hystérie française                                    | TV_5832227        |
| 336 | 17 oct. 2016   | Philippot : le Mazarin de Marine                                  | TV_5840396        |
| 337 | 10 nov. 2016   | USA, le jour d'après                                              | TV_5854840        |
| 338 | 17 nov. 2016   | Les secrets de la France en guerre                                | TV_5859107        |
| 339 | 8 déc. 2016    | Fraude, évasion fiscale : la guerre sans fin                      | TV_5870181        |

| No  | Date           | Titre                                                                   | Sommaire détaillé |
| --- | -------------- | ----------------------------------------------------------------------- | ----------------- |
| 340 | 5 janv. 2017   | Macron, Trudeau : jeunes loups et vieilles recettes                     | TV_5886277        |
| 341 | 19 janv. 2017  | Antiterrorisme : des héros et des secrets                               | TV_5896606        |
| 342 | 9 fév. 2017    | Guerre des sexes : la vie sans les hommes                               | TV_5910524        |
| 343 | 9 mars 2017    | Fillon, FN : candidats sous surveillance                                | TV_5928120        |
| 344 | 23 mars 2017   | Rumeurs, fausses infos et nouveaux médias : soupçons sur l'info         | TV_5937469        |
| 345 | 6 avr. 2017    | Jihad : faut il croire les repentis ?                                   | TV_5947092        |
| 346 | 4 mai 2017     | La France qui donne : bienfaiteurs et arnaqueurs                        | TV_5967067        |
| 347 | 15 juin 2017   | Politique, business, TV : salauds de jeunes !                           | TV_5997518        |
| 348 | 6 juill. 2017  | Le clan Bongo : une histoire française                                  | TV_6010941        |
| 349 | 13 juill. 2017 | Pierre et Vacances : la saga                                            | TV_6013945        |
| 350 | 25 juill. 2017 | Germanwings, Air Algérie, Malaysia : enquête sur des crashs inexpliqués | TV_6021454        |
| 351 | 1er août 2017  | Anne Lauvergeon, l'enfant gâtée de la République                        | TV_6024621        |
| 352 | 17 août 2017   | Total : toujours roi du pétrole ?                                       | TV_6036017        |
| 353 | 7 sept. 2017   | Demain, la vie sans eau ?                                               | TV_6049428        |
| 354 | 14 sept. 2017  | 93 : l'indispensable industrie du shit                                  | TV_6052047        |
| 355 | 21 sept. 2017  | Macron : les femmes du président                                        | TV_6057322        |
| 356 | 5 oct. 2017    | Racistes et fiers de l'être                                             | TV_6067024        |
| 357 | 12 oct. 2017   | Ah, si j'étais riche !                                                  | TV_6072773        |
| 358 | 9 nov. 2017    | Esclavage, prostitution : les nouveaux trafiquants                      | TV_6093066        |
| 359 | 16 nov. 2017   | Goldman confidentiel                                                    | TV_6096456        |
| 360 | 23 nov. 2017   | Bouchons, smartphones: les voleurs de temps                             | TV_6101421        |
| 361 | 14 déc. 2017   | Secret Défense : que nous cache l'État ?                                | TV_6115849        |
| 362 | 21 déc. 2017   | Française des jeux : la machine à rêves ?                               | TV_6123600        |

| No  | Date          | Titre                                                           | Sommaire détaillé |
| --- | ------------- | --------------------------------------------------------------- | ----------------- |
| 363 | 18 janv. 2018 | La dictature du sucre                                           | TV_6137882        |
| 364 | 8 fév. 2018   | La vraie vie en prison                                          | TV_6151583        |
| 365 | 22 fév. 2018  | Sextos, porno : la vie secrète des ados                         | TV_6160098        |
| 366 | 8 mars 2018   | Dynasties, mairies : le pouvoir en famille                      | TV_6168976        |
| 367 | 22 mars 2018  | Lafarge : les sombres affaires d'un géant du ciment             | TV_6177330        |
| 368 | 29 mars 2018  | TGV, petites lignes : nos très chers trains !                   | TV_6181802        |
| 369 | 5 avr. 2018   | Chérie, j'ai déshérité les gosses                               | TV_6186576        |
| 370 | 12 avr. 2018  | Campagnes françaises : la colère gronde !                       | TV_6191170        |
| 371 | 26 avr. 2018  | Mon voisin est un espion                                        | TV_6199977        |
| 372 | 3 mai 2018    | Harry et Meghan, princes saoudiens : les nouveaux rois du monde | TV_6202914        |
| 373 | 24 mai 2018   | Dans la tête de Didier Deschamps                                | TV_6218109        |
| 374 | 7 juin 2018   | Ni vieux ni maître ! Quand nos enfants nous échappent           | TV_6225815        |
| 375 | 14 juin 2018  | Tubes, pleurs et rock'n roll : quand la musique rend fou        | TV_6230890        |
| 376 | 9 août 2018   | Tati : une famille en or                                        | TV_6263327        |
| 377 | 30 août 2018  | Catherine Deneuve : la demoiselle insoumise                     | TV_6277807        |
| 378 | 6 sept. 2018  | Grégory : la malédiction des juges                              | TV_6281495        |
| 379 | 13 sept. 2018 | Et si Trump avait raison ?                                      | TV_6286380        |
| 380 | 20 sept. 2018 | Benalla, 'petits chefs' : l'ivresse du pouvoir                  | TV_6292051        |
| 381 | 4 oct. 2018   | Végans, écolos, chasseurs : touche pas à mes bêtes !            | TV_6301096        |
| 382 | 11 oct. 2018  | Fac, boulot : réussir a tout prix... et après ?                 | TV_6305228        |
| 383 | 18 oct. 2018  | Néo-fascistes, populistes : faut-il en avoir peur ?             | TV_6308233        |
| 384 | 25 oct. 2018  | Le Havre : coke en stock                                        | TV_6315971        |
| 385 | 8 nov. 2018   | Violence gratuite : pourquoi sommes-nous si méchants ?          | TV_6323704        |
| 386 | 15 nov. 2018  | ADN pour tous : miracle ou cauchemar ? ADN : la foire aux tests | TV_6327176        |
| 387 | 6 déc. 2018   | Carburant : petites magouilles et gros trafics                  | TV_6339727        |
| 388 | 13 déc. 2018  | Macron, élus, radars : la haine de l'Etat                       | TV_6344668        |

| No  | Date          | Titre                                                                 | Sommaire détaillé |
| --- | ------------- | --------------------------------------------------------------------- | ----------------- |
| 389 | 10 janv. 2019 | Drague, belles-mères, divorce : la fin du couple ?                    | TV_6361757        |
| 390 | 17 janv. 2019 | L'affaire Carlos Ghosn                                                | TV_6366332        |
| 391 | 31 janv. 2019 | Disparitions : comment j'ai quitté les miens                          | TV_6375185        |
| 392 | 7 fév. 2019   | Riches : impôts, gloire et jalousie                                   | TV_6380688        |
| 393 | 14 fév. 2019  | Journalistes : mais à quoi servent-ils ?                              | TV_6385192        |
| 394 | 21 fév. 2019  | Le crime était presque parfait                                        | TV_6389629        |
| 395 | 28 fév. 2019  | Milliardaires, lobbies du vin : vous reprendrez bien un petit verre ? | TV_6392920        |
| 396 | 7 mars 2019   | Restos, guides, applis : La guerre du goût                            | TV_6397231        |
| 397 | 21 mars 2019  | Crash, disparitions : les avions maudits de Boeing                    | TV_6406311        |
| 398 | 28 mars 2019  | Daech, revenants : La guerre est-elle finie ?                         | TV_6411604        |
| 399 | 11 avr. 2019  | Les nouveaux profiteurs de l'immobilier                               | TV_6419294        |
| 400 | 18 avr. 2019  | Notes de frais, resquille : les rois de la triche                     | TV_6423201        |
| 401 | 25 avr. 2019  | ADN, héritages : recherche familles désespérément !                   | TV_6431056        |
| 402 | 9 mai 2019    | Criminels de guerre : la longue traque                                | TV_6436080        |
| 403 | 16 mai 2019   | Greta Thunberg, écolos, Obama : qui va sauver le monde ?              | TV_6440823        |
| 404 | 23 mai 2019   | Agressions, harcèlement, sexisme : #MeToo pour rien ?                 | TV_6445757        |
| 405 | 6 juin 2019   | Affaire Romand : le dernier chapitre                                  | TV_6455313        |
| 406 | 20 juin 2019  | Fin du monde : et si c'était sérieux ?                                | TV_6468245        |
| 407 | 27 juin 2019  | Spécial Best of de l'année                                            | TV_6472234        |
| 408 | 12 sept. 2019 | Invasion de touristes, pollution : faut-il interdire les vacances ?   | TV_6518188        |
| 409 | 10 oct. 2019  | Mais qui contrôle la police ?                                         | TV_6536024        |
| 410 | 24 oct. 2019  | Danger à l'hôpital : quand les médecins balancent                     | TV_6545789        |
| 411 | 7 nov. 2019   | Epstein : la traque des mannequins                                    | TV_6554603        |
| 412 | 14 nov. 2019  | Mon boulot ne sert à rien !                                           | TV_6560200        |
| 413 | 21 nov. 2019  | Notaires : grands privilèges et petites combines                      | TV_6563710        |
| 414 | 28 nov. 2019  | Indics, témoins gênants : la vie risquée des balances                 | TV_6568186        |
| 415 | 12 déc. 2019  | Tous docteurs ! Quand la médecine n'a pas de réponse                  | TV_6785486        |

| No  | Date          | Titre                                                    | Sommaire détaillé |
| --- | ------------- | -------------------------------------------------------- | ----------------- |
| 416 | 16 janv. 2020 | Ghosn : attrape-moi si tu peux !                         | TV_7255479        |
| 417 | 6 fév. 2020   | Du selfie au bistouri : les jeunes accros à la chirurgie | TV_7267333        |
| 418 | 13 fév. 2020  | Ma cité va-t-elle encore craquer ?                       | TV_7270770        |
| 419 | 20 fév. 2020  | Trafiquants d'art : la guerre est déclarée               | TV_7273005        |
| 420 | 27 fév. 2020  | Mal aimés : qui veut la peau des paysans ?               | TV_7277836        |
| 421 | 5 mars 2020   | Famille : des liens qui font mal                         | TV_7282593        |
| 422 | 12 mars 2020  | Escort girls, sex tours : les maisons closes du net      | TV_7286858        |
| 423 | 19 mars 2020  | Fin du monde : ils s'y préparent déjà                    | TV_7290670        |
| 424 | 9 avr. 2020   | Amour : Et si c'était pire à distance ?                  | TV_7306622        |
| 425 | 16 avr. 2020  | ADN : l'aventure intérieure                              | TV_7310897        |

| No  | Date         | Titre                                                                  | Sommaire détaillé |
| --- | ------------ | ---------------------------------------------------------------------- | ----------------- |
| 426 | 12 oct. 2023 | Déchets nucléaires : quand nos poubelles débordent                     | TV_8124458        |
| 427 | 26 oct. 2023 | Hamas : du sang et des armes                                           | TV_8132604        |
| 428 | 2 nov. 2023  | Meurtres, espions et francs-maçons : l'incroyable affaire Athanor      | TV_8136060        |
| 429 | 23 nov. 2023 | Violences conjugales : quand l'agresseur porte l'uniforme              | TV_8150659        |
| 430 | 30 nov. 2023 | Cyril Hanouna : Le nouveau parrain du PAF                              | TV_8154653        |
| 431 | 7 déc. 2023  | Gérard Depardieu : la chute de l'ogre                                  | TV_8159451        |
| 432 | 14 déc. 2023 | Bordeaux, champagne : quand les escrocs s'attaquent à nos bouteilles ! | TV_8165000        |

| No | Date       | Titre                                                      | Sommaire détaillé |
| -- | ---------- | ---------------------------------------------------------- | ----------------- |
|    | 11/01/2024 | Airbnb : plus de toit pour toi !                           | TV_8182388        |
|    | 18/01/2024 | Jordan Bardella : le grand remplaçant ?                    | TV_8187212        |
|    | 15/02/2024 | La guerre de l'info : Israël / Hamas                       |                   |
|    | 09/02/2024 | Agriculture : pour qui roule la FNSEA ?                    |                   |
|    | 07/03/2024 | Électricité : l’injuste prix                               |                   |
|    | 21/03/2024 | Marseille, encore mineurs, déjà tueurs !                   |                   |
|    | 28/03/2024 | JO 2024 : les dispendieux du stade                         |                   |
|    | 11/04/2024 | « Sauver Sarko » : les coulisses d'un fiasco               |                   |
|    | 25/04/2024 | À qui profitent les milliards de l'apprentissage ?         |                   |
|    | 02/05/2024 | La guerre de l'info sur le climat                          |                   |
|    | 06/06/2024 | La face cachée d’Emmaüs                                    |                   |
|    | 13/06/2024 | Hooligans : ramener le foot à la raison !                  |                   |
|    | 20/06/2024 | Patrick Drahi, l'homme qui devait 50 milliards             |                   |
|    | 12/09/2024 | Donald Trump la stratégie du chaos                         |                   |
|    | 19/09/2024 | RN : où sont passés les millions de l’Europe ?             |                   |
|    | 26/09/2024 | Exploités et maltraités : qui sont les nouveaux esclaves ? |                   |
|    | 10/10/2024 | Stanislas : les dérives d'une école d’excellence           |                   |
|    | 17/10/2024 | Ferrero : les petits secrets du géant du chocolat          |                   |
|    | 21/11/2024 | La Guerre de l’info sur les bancs de l'école               |                   |
|    | 28/11/2024 | Ponts et routes : le grand délabrement                     |                   |
|    | 12/12/2024 | Action : toujours moins cher mais à quel prix ?            |                   |

| No | Date       | Titre                                               | Sommaire détaillé |
| -- | ---------- | --------------------------------------------------- | ----------------- |
|    | 16/01/2025 | PFAS : la grande intox de l'industrie               |                   |
|    | 23/01/2025 | OQTF : quatre lettres qui divisent la France        |                   |
|    | 30/01/2025 | Les derniers mystères de l’affaire Epstein          |                   |
|    | 13/02/2025 | SNCF : quand les prix déraillent !                  |                   |
|    | 20/02/2025 | Donald Trump : un putschiste au pouvoir ?           |                   |
|    | 27/02/2025 | Arnaques à la chaîne, les esclaves du clic          |                   |
|    | 06/03/2025 | Benyamin Nétanyahou : un chef d'Etat hors limites ? |                   |

## Identité visuelle (logo)

Logo du magazine de septembre 2001 à décembre 2010
Logo du magazine de janvier 2011 à juin 2017
Logo du magazine de septembre 2017 à juin 2019
Logo du magazine depuis septembre 2019